# Helena Kantakuzena (żona Jana V Paleologa)
Helena Kantakuzena grec. Ελένη Καντακουζηνή (ur. 1333, zm. 10 grudnia 1396) – cesarzowa bizantyńska, żona Jana V Paleologa. 

## Życiorys
Była córką cesarza Jana VI Kantakuzena i Ireny Asen. 28/29 maja 1347 roku poślubiła cesarza Jana V Paleologa. Jej ślub miał umocnić kontrolę Jana VI Kantakuzena nad pokonanym rywalem. Mieli pięcioro dzieci:
- Andronika IV Paleologa
- Manuela II Paleologa
- Teodora I Paleologa - despotę Morei
- Michała
- Irenę

Helena została uwięziona przez cesarza Andronika IV około 1379/1381 roku. Zmarła jako mniszka Hypomona 10 grudnia 1396 roku. 